# Montañas Cumberland
Las montañas Cumberland son una cadena montañosa en la sección sureste de los Apalaches. Están ubicadas en el oeste de Virginia, el suroeste de Virginia Occidental, los bordes orientales de Kentucky y el centro oriental de Tennessee, incluidas las montañas Crab Orchard. Su pico más alto, con una elevación de 4223 pies (1287,2 m) sobre el nivel medio del mar, es High Knob, que se encuentra cerca de Norton, Virginia.
Según el Servicio Geológico de Estados Unidos (USGS), la cordillera de Cumberland tiene 131 millas (210,8 km) de largo y 20 millas (32,2 km) de ancho, delimitado por los ríos Russell Fork al noreste, Pound y Powell al sureste, Cove Creek al suroeste y Tackett Creek, Cumberland, Poor Fork Cumberland y Elkhorn Creek al noroeste. La cresta de la cordillera forma el límite entre Kentucky y Virginia desde la frontera de Tennessee hasta el río Russell Fork.
Llevan el nombre del príncipe Guillermo Augusto de Cumberland. Otras denominaciones variantes incluyen: montaña Cumberland (en singular), cordillera Cumberland, montañas Ouasioto, montañas Ouasiota, montaña Laurel y montaña Pine.

## Conservación
El Laboratorio Nacional Oak Ridge en Oak Ridge, Tennessee, está involucrado en la conservación de los bosques mesofíticos mixtos dentro de la sección norte de la meseta de Cumberland en Tennessee. Algunas organizaciones conservacionistas incluyen The Nature Conservancy, la Fundación Caritativa Doris Duke y el Consejo de Defensa de los Recursos Naturales con enfoque en la meseta de Cumberland.

## Geología y fisiografía
Las montañas Cumberland son una sección fisiográfica de la provincia más grande de la meseta de los Apalaches, que a su vez es parte de la división fisiográfica más grande de los Apalaches.
Cumberland es una cresta larga que se extiende desde cerca de Caryville, Tennessee, hacia el noreste hasta cerca de Norton, Virginia, una distancia de aproximadamente 97 millas (156,1 km). La ladera sureste de la cresta está bordeada de acantilados, mientras que la ladera noroeste es más suave. La cresta está interrumpida por varias brechas, incluyendo Cumberland Gap, Big Creek Gap entre Ivydell y LaFollette, Tennessee, Pennington Gap cerca de Pennington Gap, Virginia y Big Stone Gap cerca de Big Stone Gap, Virginia. La cresta de la montaña Cumberland se extiende desde 2200 pies (670,6 m) a 3500 pies (1066,8 m) en alzado. La montaña Cumberland es aproximadamente paralela a la montaña Pine, que se encuentra de ocho a diez millas al noroeste.